# Pedro Troglio
Pedro Antonio Troglio (ur. 28 lipca 1965 w Luján) – argentyński piłkarz pochodzenia włoskiego, defensywny pomocnik i trener piłkarski. Srebrny medalista MŚ 90.
Karierę zaczynał w 1983 w River Plate. W 1988 wyjechał do Włoch i kolejno grał w Hellas Werona (1988-1989), S.S. Lazio (1989-1991) i Ascoli (1991-1994). W latach 1994–1997 był piłkarzem japońskiego Avispa Fukuoka. Po powrocie do ojczyzny pięć sezonów, 1997-2002, spędził w Gimnasia y Esgrima La Plata. Karierę kończył w Villa Dálmine.
W reprezentacji zagrał 21 razy i strzelił 2 bramki. Debiutował w 1987, ostatni raz zagrał w 1990. Podczas MŚ 90 wystąpił w 6 meczach i zdobył jednego gola.